# Arabophobie

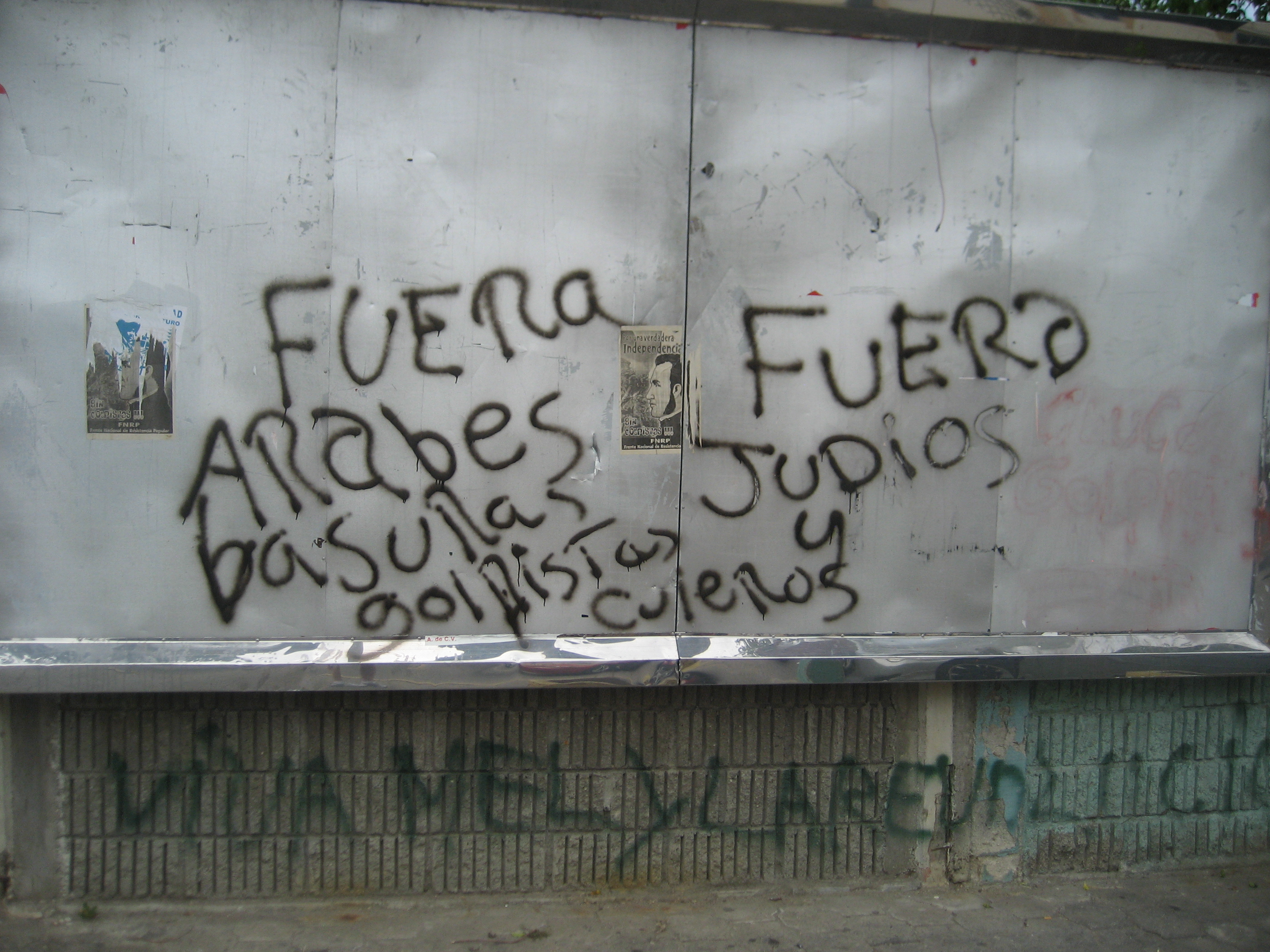
Graffiti antisémite et arabophobe à San Pedro Sula, au Honduras

Ne doit pas être confondu avec Islamophobie.
 (octobre 2019).
Si vous disposez d'ouvrages ou d'articles de référence ou si vous connaissez des sites web de qualité traitant du thème abordé ici, merci de compléter l'article en donnant les références utiles à sa vérifiabilité et en les liant à la section « Notes et références ».
L'arabophobie, l'anti-arabisme, ou le sentiment anti-arabe comprend l'opposition, l'aversion, la peur ou la haine des peuples arabes. Cette haine est également dirigée à l'encontre des populations maghrébines d’Afrique du Nord, considérées dans l’inconscient collectif comme Arabes bien qu'elles soient historiquement Berbères.
Les préjugés anti-arabes, qui existent depuis le Moyen-Age, se sont manifestés au cours d'événements comme le décret de l'Alhambra de 1492, la révolution de Zanzibar de 1964 ou encore les émeutes de Cronulla de 2005 en Australie.
À l’époque actuelle, les préjugés raciaux à l’égard des Arabes sont manifestes dans de nombreux pays, dont l’Iran, la Turquie, la Pologne, l’Allemagne, la France, l’Australie, Israël, le Royaume-Uni et les États-Unis (y compris Hollywood). Divers organismes de défense des droits ont été formés pour protéger les droits civils des citoyens arabes aux États-Unis, tels que le Comité anti-discrimination américano-arabe (ADC) et le Conseil sur les relations américano-islamiques (CAIR).

## Définition
Peur excessif des magrébins, arabes, musulmans. Entrainant un changement dans sa vie, et de son rythme. A la suite d'un traumatisme, ou mauvaise expérience.

## Arabophobie historique
La révolution de Zanzibar le 12 janvier 1964 met fin à la dynastie arabe locale. Selon des informations, jusqu'à 17 000 Arabes auraient été exterminés par des révolutionnaires africains noirs. Des milliers d'autres ont fui le pays.
Dans La langue arabe et l'identité nationale: une étude idéologique, Yasir Suleiman signale que Tawfiq al-Fikayki a écrit qu'il utilise le terme shu'ubiyya pour désigner des mouvements qu'il perçoit comme anti-arabes, comme le mouvement de turquification de l’Empire ottoman, la montée du nationalisme arabe devient un souci majeur à partir de 1916. Les autorités ottomanes perquisitionnent les consulats français à Beyrouth et à Damas et confisquent les documents secrets français qui indiquaient les activités et les noms des insurgés arabes. Les mouvements extrémistes nationalistes et pan-iranistes en Iran et le communisme. Le boom économique iranien qui a duré jusqu'en 1979 a entraîné une augmentation générale du nationalisme iranien, déclenchant des milliers de mouvements anti-arabes. Selon al-Fikayki, l'objectif de l'anti-arabisme est d'attaquer le nationalisme arabe, de pervertir l'histoire, de mettre en avant la régression arabe, de nier la culture arabe et, d'une manière générale, d'être hostile à tout ce qui est arabe. Il conclut que "dans tous ses rôles, l'anti-arabisme a adopté une politique de conquête intellectuelle comme moyen de pénétrer la société arabe et de combattre le nationalisme arabe". 
Au début du 20e et à la fin du 19e siècle, lorsque les Palestiniens et les Syriens émigrèrent en Amérique latine, l’arabophobie était courante dans ces pays.
En Turquie, l’une des destinations touristiques les plus visités par les populations arabes, le racisme et les violentes agressions contre les étrangers d'origine arabes se multiplient. Les réfugiés syriens sont systématiquement stigmatisés par les nationalistes turcs en Turquie.